# Otthonka
Az otthonka ujjatlan, háziruhaként viselt női felsőruha, melyet ezen a néven ismert formájában Magyarországon legelterjedtebben a Kádár-korszakban főleg a háziasszonyok hordtak. Anyaga többnyire mesterséges szálasanyag (főleg nejlon vagy poliészter), pamut, vagy pamut/poliészter keverék volt. Egyenes vonalú, zsákszerű szabással, nagy zsebekkel készült, gyakran apró virág- vagy absztrakt nyomott mintákkal, élénk színösszeállításokban.
Elődjének az 1950-es évek gyárainak munkaruhái tekinthetők. Bár Nyugat-Európában, például az NSZK-ban és Portugáliában is gyártottak ilyen ruhadarabot, igazán népszerűvé az egykori KGST országaiban  vált. Az emblematikus „otthonka” kezdetei a szocialista tervgazdálkodáshoz kötődnek, amely az 1960-as években, a kapitalista világot követve fokozni kívánta a fogyasztási cikkekben az akkor még olcsón importált szovjet kőolajból könnyen előállítható műanyag felhasználását.
Magyarországon az 1960-as években kezdték gyártani, előbb nagyrészt szocialista importból származó, majd az 1970-es évek közepétől főleg hazai gyártású nejlon- ill. lengyel gyártmányú poliészter fonalból. A Kőbányai Textilművek (KÖBTEX) az 1968-as őszi BNV-n mutatta be új, „műszálas” női felsőruháit. A Nők Lapja ugyanakkor közölte több, részben oldalt megkötős, részben hátul gombos, 3/4-es és mini változatú, ujjatlan női „háziruha” szabásmintáját.
Ugyanabban az időszakban népszerűek voltak a Habselyem Kötöttárugyár 100% nejlonból gyártott otthonkái, valamint a Pamutnyomóipari Vállalat „Nylprint” néven forgalmazott, szintén 100%-ban nejlonból, színnyomással mintázott kötött kelméiből készült otthonkái is. 
Az új termék találkozott a korabeli kelet-európai nők többségének igényeivel. Gyorsan elterjedt, mivel átvette a korábbi kötény funkcióit, sőt annál is praktikusabbnak bizonyult: a test nagyobb részét fedte, könnyen lehetett mosni és utána hamar megszáradt, nem kellett vasalni és a nagy zsebeibe sok minden belefért. Ma elsősorban az idősebb, kistelepüléseken élő nők kedvelik.

## Külső hivatkozások
- A pongyolától a nejlonotthonkáig – női divat a házimunkában
- Frazon Zsófia - Kötény és otthonka (Budapesti Goethe Intézet, 2019, december)
- Vincze Barbara - Az otthonka a szocializmus egyik legnépszerűbb ruhája volt, pedig csak látszategyenlőséget adott a nőknek (Telex.hu, 2022.07.13.)
- Szatymazon lesz az ország első otthonka kiállítása - sokszinuvidek.24.hu, 2022.07.04